# プリンス・オブ・ペルシャ 二つの魂
『プリンス・オブ・ペルシャ　二つの魂』(Prince of Persia: The Two Thrones）は、ユービーアイソフトとカサブランカ・スタジオが開発し、ユービーアイソフトから発売された3Dタイプのアクションゲームである。英題を和訳すれば、「二つの玉座」となる。
今作ではプリンスと、別人格・ダークプリンスを使ってゲームを進めていく仕組みとなっており、プリンスは剣を、ダークプリンスは鉄製の鞭を武器として使用する。ダークプリンスの鞭でしか進めない場所も多々ある。
また、今作では一撃で敵を葬り去ることができる「スピードキル」が導入されたほか、馬車などの乗り物に乗って戦う場面がある。

## ストーリー
前作『プリンス・オブ・ペルシャ ケンシノココロ』で、プリンスは「時の女王」カイリーナと共に故郷のバビロンへと戻る。前々作『プリンス・オブ・ペルシャ 時間の砂』で暗躍した大臣の手により、バビロンは壊滅状態に陥る。
大臣が「時のダガー」を用いてカイリーナを殺した結果、そのダガーを通じてカイリーナの力を吸収した大臣は化け物「ヴィジアー」へと変貌する。
一方、「ヴィジアー」を追うプリンスの心の中では、闇の底からもう一人のプリンス・ダークプリンスが生まれ、プリンスの身体を侵し始めていく。

## 主な登場人物
プリンス(Prince)
声：大塚明夫
主人公。バビロンに平和をもたらすために奮闘する。
ダークプリンス(Dark Prince)
声：中田譲治
プリンスの心の闇から生まれた人格。残忍で冷酷な性格。
カイリーナ(Kaileena)
声：田中敦子
時の女王。大臣の手によって殺されてしまう。
ファラ(Falah)
前々作に登場したマハラジャ王の娘。大臣に父を殺され、その復讐のためにバビロンへと潜入する。

## 反響
本作は、プレイヤーキャラクターの性能を最大限に生かせるかがゲームの進行にかかわることに加え、ヒント機能がないことなどから、死にゲーの一つとして取り上げられることがある。